# Aéroport domestique de Sharurah
L'aéroport domestique de Sharurah dessert la ville de Sharurah et la partie est de la province de Najran dans le sud de l'Arabie saoudite.

## Situation
| Neom Dammam Djeddah Riyadh Médine Al-Hofuf Yanbu Buraidah Abha Al Bahah Haïl Tabuk Ta'if Al-Jawf Al Wajh Arar Bisha Dawadmi Gurayat Najran Qaisumah Rafha Sharurah Al-`Ula Turaif Wadi al-Dawasir |

## Compagnies et destinations
| Compagnies | Destinations                                          |
| ---------- | ----------------------------------------------------- |
| Flynas     | Abha                                                  |
| Saudia     | Abha, Djeddah - Roi-Abdelaziz, Riyad-roi Khaled, Taëf |

Édité le 11/08/2017

## Statistiques
Le graphique qui aurait dû être présenté ici ne peut pas être affiché car il utilise l'ancienne extension Graph, désactivée pour des questions de sécurité. Des indications pour créer un nouveau graphique avec la nouvelle extension Chart sont disponibles ici.

Voir la requête brute et les sources sur Wikidata.